# Strangers in the Night (альбом Фрэнка Синатры)
Strangers in the Night  — студийный альбом американского певца Фрэнка Синатры. Выход альбома в мае 1966 года ознаменовался возвращением Синатры на первое место в поп чартах. Альбом стал платиновым, за более миллиона копий проданных в США.
В марте 1967 года за этот альбом Фрэнк Синатра получил две премии «Грэмми» в номинациях «Лучшая запись года» и «Лучшее мужское вокальное поп-исполнение». Альбом стал последним с участием аранжировщика Нельсона Риддла и его оркестра.
Сингл «Strangers in the Night» на протяжении недели занимал 1-е место в списке лучших песен. Песня «Summer Wind» также была популярна и позже использовалась в телевизионных рекламных роликах в 2000-х годах.
В январе 2010 года альбом был переиздан — он содержал три дополнительных бонус-трека.

## Участники
- Фрэнк Синатрa — вокал
- Нельсон Риддл — аранжировка, дирижёр
- Глен Кэмпбелл[6] — гитара
- Аво Увезян - автор песни
- Оркестр Нельсона Риддла
- Эрни Фриман (аранжировка 1 трека)

## Список композиций
| №   | Название                                                                  | Длительность |
| --- | ------------------------------------------------------------------------- | ------------ |
| 1.  | «Strangers in the Night» (Берт Кемпферт / Чарльз Синглтон / Эдди Снайдер) | 2:25         |
| 2.  | «Summer Wind» (Хейнц Майер / Ханс Брадтке / Джонни Мерсер)                | 2:53         |
| 3.  | «All or Nothing at All» (Артур Олтман / Джек Лоуренс)                     | 3:57         |
| 4.  | «Call Me» (Тони Хэтч)                                                     | 3:07         |
| 5.  | «You're Driving Me Crazy» (Уолтер Дональдсон)                             | 2:15         |
| 6.  | «On a Clear Day (You Can See Forever)» (Алан Джей Лернер / Бартон Лейн)   | 3:17         |
| 7.  | «My Baby Just Cares for Me» (Уолтер Дональдсон / Гус Кан)                 | 2:30         |
| 8.  | «Downtown» (Тони Хэтч)                                                    | 2:14         |
| 9.  | «Yes Sir, That's My Baby» (Уолтер Дональдсон / Гус Кан)                   | 2:08         |
| 10. | «The Most Beautiful Girl in the World» (Ричард Роджерс / Лоренц Харт)     | 2:24         |

| №   | Название                                                         | Длительность |
| --- | ---------------------------------------------------------------- | ------------ |
| 11. | «Strangers in the Night» (Живой концерт в Токио, 18 апреля 1985) | 2:14         |
| 12. | «All or Nothing at All» (Живой концерт в Токио, 18 апреля 1985)  | 3:40         |
| 13. | «Yes Sir, That's My Baby»                                        | 2:17         |